# Vieni dalla Baddie
Vieni dalla Baddie è un singolo della rapper italiana Anna, pubblicato il 18 aprile 2024 come secondo estratto dal primo album in studio Vera Baddie.

## Video musicale
Il video musicale è stato reso disponibile contestualmente all'uscita del brano attraverso il canale YouTube della rapper.

## Tracce
Testi di Anna Pepe, musiche di Andrea Moroni.
1. Vieni dalla Baddie (Interlude) – 1:33

## Classifiche
| Classifica (2024) | Posizione massima |
| ----------------- | ----------------- |
| Italia            | 34                |